# Regno di Sitawaka
Il regno di Sitawaka (sinhala: සීතාවක) fu un regno situato nel centro-sud dello Sri Lanka. Nacque dalla divisione del Regno di Kotte a seguito del degrado di Vijayabahu nel 1521, e nel corso dei successivi 70 anni dominò gran parte dell'isola. Il regno offrì anche una dura resistenza ai portoghesi che arrivarono nell'isola nel 1505. Malgrado i loro successi militari, Sitawaka rimase un regno instabile, in preda a ripetute sommosse nei resti del territorio Kandiano ed a devastanti conflitti con i portoghesi. Il regno cadde subito dopo la morte del suo ultimo re Rajasimha I nel 1594.

## Storia

### Fondazione
Fin dalla sua fondazione nel XV secolo, il regno di Kotte era stato la maggiore potenza dello Sri Lanka occidentale, e sotto Parakaramabahu VI, sarebbe stato l'ultimo a unire l'intera isola sotto un'unica corona. Nel 1467, però, il regno di Jaffna a nord ne aveva asserito la sua indipendenza. Il 1505, i portoghesi giunsero per la prima volta nello Sri Lanka; tredici anni dopo, nel 1518, la colonia portoghese di Colombo ospitava una grande flotta dipendente dalla corona portoghese, e i coloni iniziarono a costruire un forte, noto come Santa Bárbara. A est, anche il regno di Kandy, cliente dei Kotte, operava con un certo grado di indipendenza.
Vijayabahu VII di Kotte (1509–1521) fu deposto a seguito di un colpo di stato noto come il sacco di Vijayabahu, ordito dai suoi tre figli Bhuvaneka Bahu, Mayadunne e Maha Rayigam Bandara, che intendeva uccidere per porre sul trono il quartogenito Deva Rajasinghe, o Devaraja. A seguito del sacco, il primogenito salì al trono sotto il nome di Buvanekabahu VII, mentre gli altri due si tennero per loro parte di Kotte: Mayadunne si prese Sitawaka e Pararajasinha fondò il regno di Raigama. Il regno di Kandy fu effettivamente fuori dal controllo di uno qualsiasi dei tre stati successori.
All'inizio, il regno di Sitawaka copriva una piccola area confinante con Kandy a est, senza nessun accesso al mare, e che comprendeva Kosgama, Ruwanwella, Yatiyanthota, Hanwella, Padukka, Ehaliyagoda, Kuruwita e Rathnapura, in un terreno in gran parte ricoperto di colline. La capitale, l'odierna Avissawella, fu posta su un terrazzamento alle basi di una collina che si ergeva a 300 metri sopra la giungla circostante.